# 西心斎橋
西心斎橋（にししんさいばし）は、大阪府大阪市中央区にある町名。現行行政地名は西心斎橋一丁目および西心斎橋二丁目。

## 概要
大阪市中央区の南西部に位置しており、大阪ミナミの繁華街に含まれる。
東は御堂筋を挟んで心斎橋筋（町名）、南は道頓堀川を挟んで道頓堀（町名）、西は阪神高速1号環状線を挟んで西区南堀江・北堀江、北は長堀通を挟んで南船場にそれぞれ接する。西境の阪神高速1号環状線にはかつて西横堀川が流れていたが、1962年に埋め立てられた。
御津公園（通称:三角公園）を中心に、おおむね佐野屋橋筋以西、大宝寺通 - 三津寺筋間はアメリカ村（アメ村）と称され、古着屋などが集積する関西屈指の若者文化の発信地として知られる。

### 河川
- 道頓堀川

## 歴史

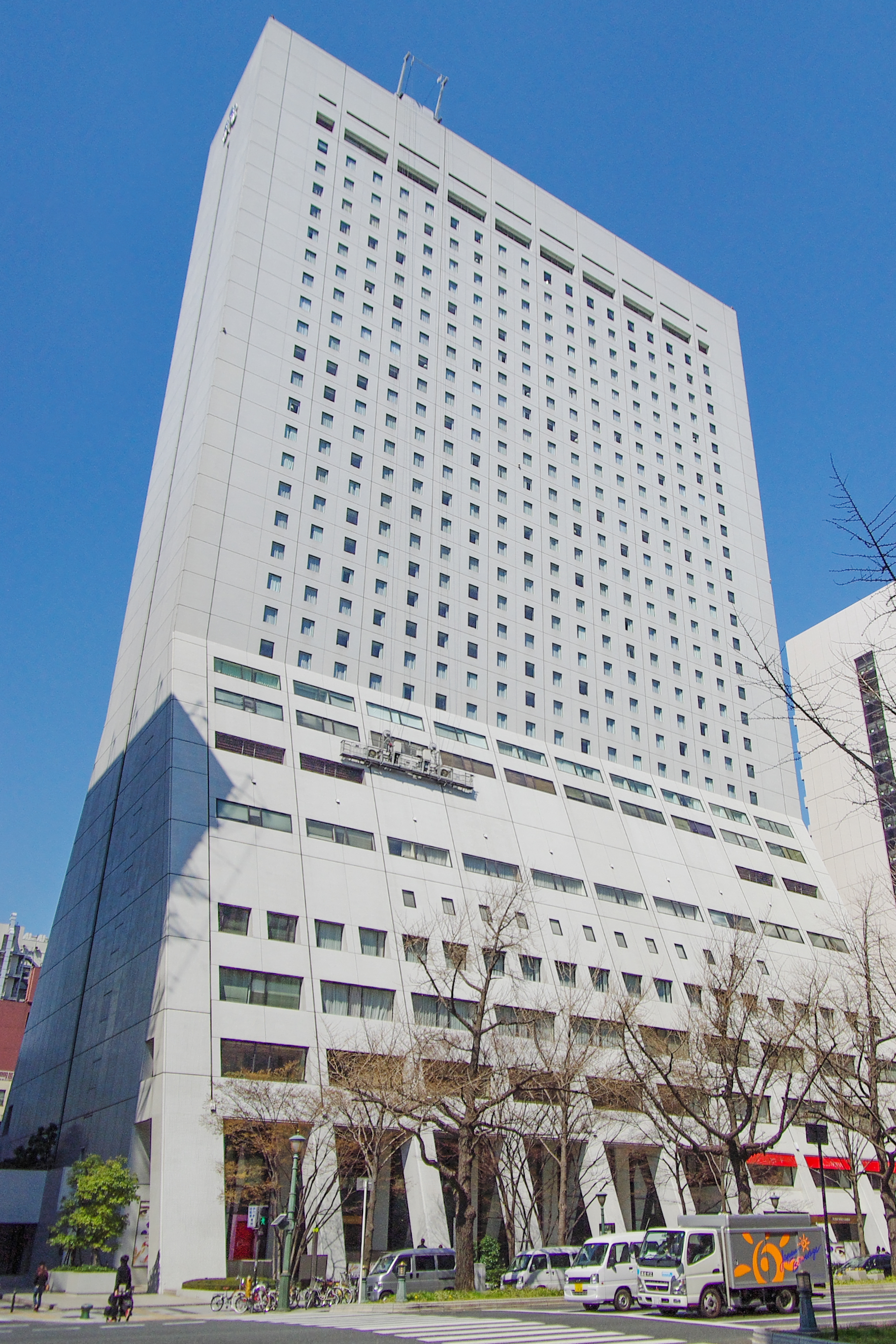
ホテル日航大阪

1989年に実施された町名。旧町名は北炭屋町、南炭屋町のそれぞれ全域、鰻谷西之町、大宝寺町西之丁、西清水町、周防町、八幡町、三津寺町、久左衛門町のそれぞれ御堂筋以西。

## 世帯数と人口
2019年（平成31年）3月31日現在の世帯数と人口は以下の通りである。
| 丁目           | 世帯数  | 人口  |
| -------------- | ------- | ----- |
| 西心斎橋一丁目 | 257世帯 | 327人 |
| 西心斎橋二丁目 | 386世帯 | 494人 |
| 計             | 643世帯 | 821人 |

### 人口の変遷
国勢調査による人口の推移。
| 1995年（平成7年）  | 757人 | [ 5 ] |  |
| 2000年（平成12年） | 648人 | [ 6 ] |  |
| 2005年（平成17年） | 517人 | [ 7 ] |  |
| 2010年（平成22年） | 735人 | [ 8 ] |  |
| 2015年（平成27年） | 888人 | [ 9 ] |  |

### 世帯数の変遷
国勢調査による世帯数の推移。
| 1995年（平成7年）  | 423世帯 | [ 5 ] |  |
| 2000年（平成12年） | 403世帯 | [ 6 ] |  |
| 2005年（平成17年） | 356世帯 | [ 7 ] |  |
| 2010年（平成22年） | 549世帯 | [ 8 ] |  |
| 2015年（平成27年） | 693世帯 | [ 9 ] |  |

## 事業所
2016年（平成28年）現在の経済センサス調査による事業所数と従業員数は以下の通りである。
| 丁目           | 事業所数    | 従業員数 |
| -------------- | ----------- | -------- |
| 西心斎橋一丁目 | 705事業所   | 7,049人  |
| 西心斎橋二丁目 | 429事業所   | 5,800人  |
| 計             | 1,134事業所 | 12,849人 |

## 施設
- 御津宮
- 御津公園（三角公園）
- ビッグステップ
- ホテル日航大阪

## 交通

### 鉄道
- 心斎橋駅 Osaka Metro 御堂筋線・長堀鶴見緑地線

## その他

### 日本郵便
- 〒542-0086[3]（集配局：大阪南郵便局[11]）